# Anna-Sophie Schmitt
Anna-Sophie Schmitt (* 8. Juni 2004 in Wittlich) ist eine deutsche Leichtathletin.

## Karriere
Anna-Sophie Schmitt wurde Deutsche U20-Meisterin im Hochsprung 2022.
Schmitt wurde mit einer Höhe von 1,81 Metern Deutsche Vizemeisterin im Hochsprung 2023.
2024 belegte sie mit 1,78 Metern den vierten Platz der Deutschen Meisterschaften.